# Leonard Hudzicki

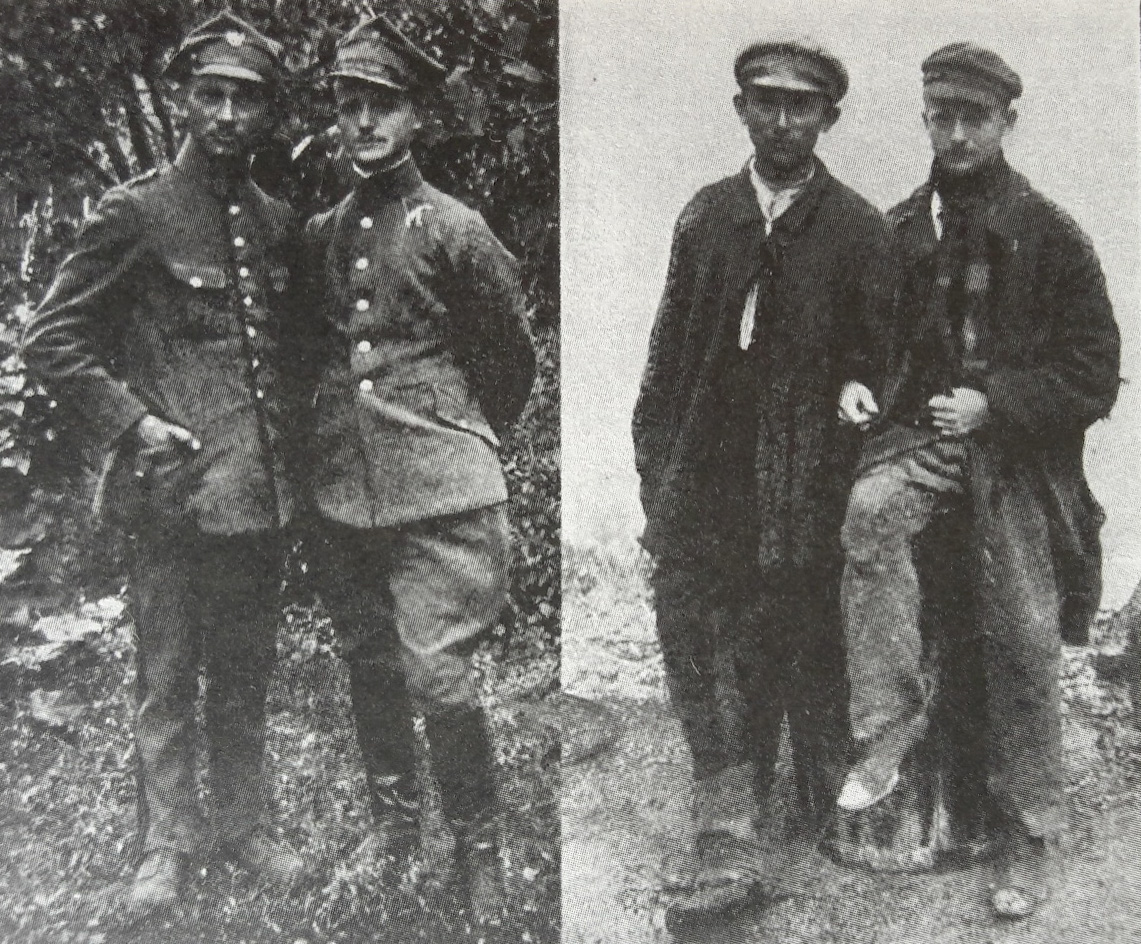
Leonard Hudzicki i Alojzy Błażyński przed i po sowieckiej niewoli

Leonard Mieczysław Hudzicki (ur. 27 października 1899 w Rogoźnie, zm. 31 grudnia 1971 w Nottingham) – oficer lotnictwa Wojska Polskiego w II Rzeczypospolitej, major obserwator pilot Polskich Sił Powietrznych w Wielkiej Brytanii, kawaler Orderu Virtuti Militari.

## Życiorys
Syn Stanisława i Anieli z Koczorowskich. Po ukończeniu gimnazjum został 15 stycznia 1917 roku powołany do odbycia służby w armii cesarstwa niemieckiego i walczył na froncie zachodnim. Po zakończeniu służby w armii cesarskiej 27 grudnia 1918 roku wstąpił do armii wielkopolskiej i walczył w powstaniu wielkopolskim. 15 marca 1919 roku rozpoczął naukę w Szkole Obserwatorów na Ławicy. Po zakończeniu szkolenia 15 lipca 1919 roku otrzymał przydział do 12 eskadry wywiadowczej (ew) i w jej składzie walczył podczas wojny polsko-bolszewickiej.
Na początku sierpnia 1920 roku wszedł w skład wydzielonego oddziału 12 ew, która wykonywała loty na rzecz 14 Dywizji Piechoty. 13 sierpnia, podczas lotu bojowego w załodze z sierż. pil. Alojzym Błażyńskim, wyróżnił się odwagą podczas ataków z niskiej wysokości na jednostki Armii Czerwonej. Skutecznie zbombardował i ostrzelał wykryte oddziały nieprzyjaciela. Ich samolot został zestrzelony i lądował przymusowo w rejonie Działdowa. Obaj polscy lotnicy zostali wzięci do niewoli, ale po 10 dniach udało im się zbiec w przebraniu Żydów i powrócić do eskadry. Przekazali dowództwu ważne informacje na temat dyslokacji i liczebności sił przeciwnika.
Po zakończeniu działań wojennych pozostał w Wojsku Polskim. 28 lutego 1921 roku został skierowany na przeszkolenie do Szkoły Podchorążych Piechoty w Bydgoszczy. Po jego ukończeniu otrzymał awans na podporucznika i kontynuował służbę w 12 eskadrze lotniczej. 12 lutego 1923 roku, z dniem 1 stycznia 1923 roku został mianowany porucznikiem ze starszeństwem z dniem 1 lipca 1920 roku i 2. lokatą w korpusie oficerów aeronautycznych. 18 kwietnia 1923 roku został skierowany na kurs pilotażu do Niższej Szkoły Pilotów w Bydgoszczy, następnie do Wyższej Szkoły Pilotów w Grudziądzu. 17 października 1927 roku został kierownikiem składnicy w parku 1 pułku lotniczego w Warszawie, a 9 maja 1930 roku został mianowany dowódcą eskadry szkolnej pułku. 2 grudnia 1930 roku został mianowany na stopień kapitana ze starszeństwem z dniem 1 stycznia 1931 roku i 16. lokatą w korpusie oficerów aeronautycznych. Z dniem 31 lipca 1934 roku został przeniesiony w stan spoczynku.
Po kampanii wrześniowej przedostał się do Wielkiej Brytanii. Wstąpił do RAF, otrzymał numer służbowy P-1259. Służył w administracji Polskich Sił Powietrznych. Wojnę zakończył w stopniu majora. Nie zdecydował się na powrót do kraju, pozostał na emigracji w Wielkiej Brytanii.
Zmarł 31 grudnia 1971 roku w Nottingham i został pochowany na Redhill Cemetery.

## Ordery i odznaczenia[16]
- Krzyż Srebrny Orderu Wojskowego Virtuti Militari nr 4507 (19 września 1922)[17]
- Krzyż Walecznych
- Medal Lotniczy (czterokrotnie)[14]
- Medal Niepodległości (20 lipca 1932)[18]
- Polowa Odznaka Obserwatora nr 46 (11 listopada 1928)[19]